# Ute Bock

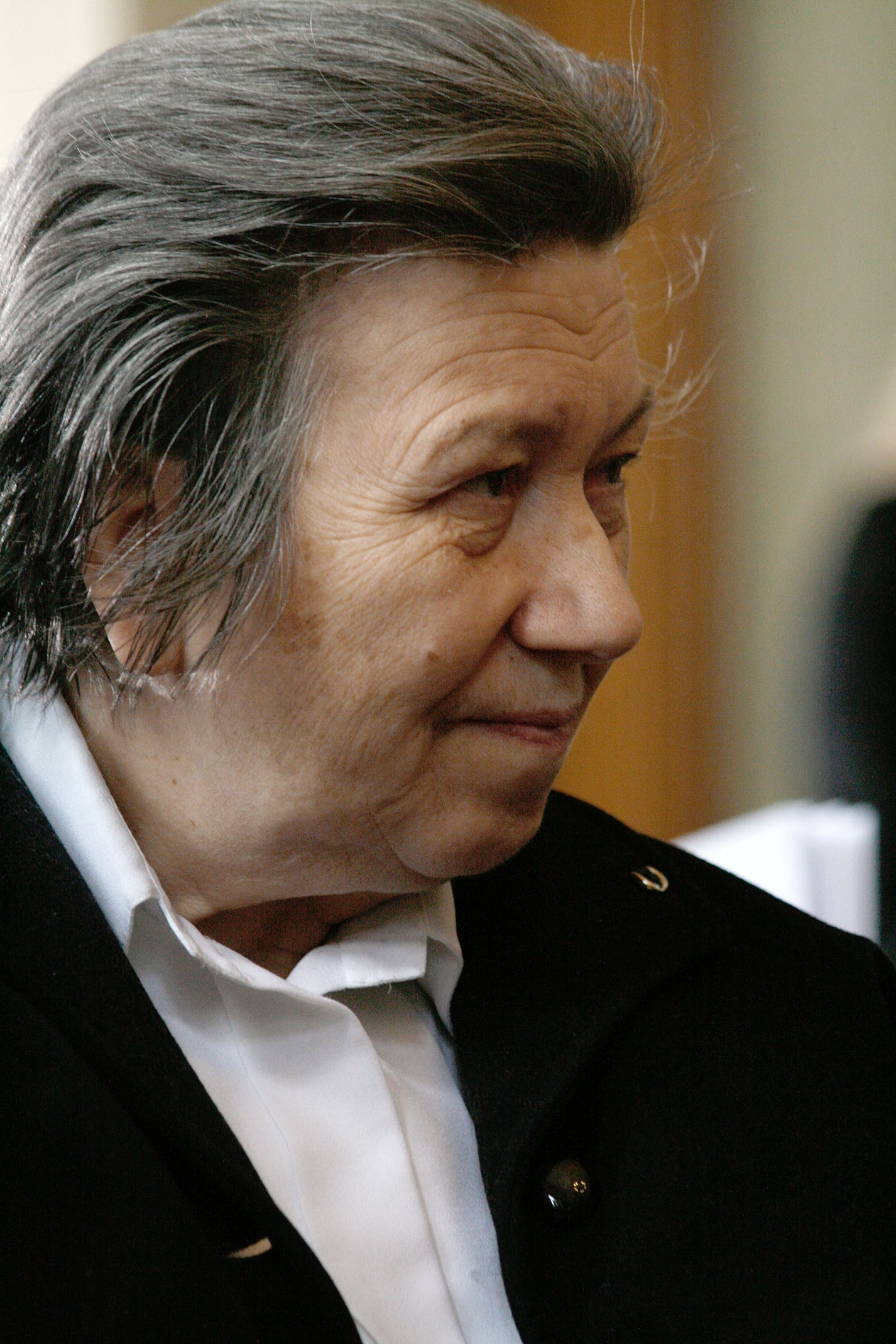
Ute Bock (2011)

Ute Bock (* 27. Juni 1942 in Linz; † 19. Jänner 2018 in Wien) war eine österreichische Erzieherin, Flüchtlingshelferin und Menschenrechtsaktivistin. Sie wurde durch ihren Einsatz für Asylwerber und Flüchtlinge bekannt, die sie mit dem in Wien beheimateten Verein Flüchtlingsprojekt Ute Bock mit Wohnraum, Kleidung, Kursen und der Vermittlung von juristischer und medizinischer Hilfe unterstützte.

## Biografie
Nach der Matura bewarb sie sich auf Wunsch ihres Vaters bei der Gemeinde Wien um eine Stelle, wo die Arbeitsplätze traditionell als sicher galten. Ohne eine weitere Ausbildung wurde ihr als einzige Beschäftigungsmöglichkeit die Arbeit als Erzieherin angeboten. Von 1962 bis 1969 war sie im städtischen Heim in Biedermannsdorf tätig, danach wechselte sie als „Heimmutter“ in das Gesellenheim Zohmanngasse im 10. Wiener Gemeindebezirk. In einem 2012 geführten Interview erzählte sie über diese Zeit: „Das war nicht einfach. Es war sicher auch nicht alles in Ordnung, was ich gemacht hab, ich hab auch Detschn ausgeteilt. Das war damals so üblich […]. Nicht nur in Heimen, sondern auch in den Familien. Schrecklich, aber es war so.“ 1976 wurde sie Leiterin des Heimes, das zunehmend als „letzte Station für schwierige Fälle“ galt. Mit Beginn der 1990er Jahre schickte das Jugendamt vermehrt ausländische Jugendliche, anfangs Flüchtlinge der Jugoslawienkriege, später auch aus Afrika, in das Heim in der Zohmanngasse. Häufig waren das Jugendliche, die etwa keine Bundesbetreuung, also keine staatliche Unterstützung während ihres Asylverfahrens, mehr erhielten. Bock bemühte sich darum, ihnen Deutschkurse, Gelegenheitsjobs und Schlafplätze auch außerhalb des überfüllten Heimes zu vermitteln. Damit einher ging auch ihr zunehmendes Engagement für Asylwerber. Im Herbst 1999, wenige Tage vor der Nationalratswahl in Österreich, wurde von der Polizei im Rahmen der umstrittenen Operation Spring auch im Haus in der Zohmanngasse eine Razzia durchgeführt. Etwa 30 Jugendliche afrikanischer Herkunft wurden wegen des Verdachts auf Drogenhandel festgenommen und Bock wegen Bandenbildung und Drogenhandels angezeigt und zeitweise vom Dienst suspendiert. Die Anklage wurde später fallengelassen, allerdings wurde ihr verboten, weitere afrikanische Asylwerber in der Zohmanngasse unterzubringen.
Bock verstarb am 19. Jänner 2018 im Alter von 75 Jahren nach kurzer, schwerer Krankheit im Ute-Bock-Haus in Wien. Ihr Grab befindet sich am Evangelischen Friedhof im Wiener Zentralfriedhof.

### Flüchtlingsprojekt Ute Bock
Im Jahr 2000 ging Bock in Pension und kümmerte sich ab diesem Zeitpunkt ehrenamtlich ständig um das von ihr initiierte Hilfsprojekt für Flüchtlinge und Asylwerber. Am 21. Mai 2002 wurde der Ute Bock Verein – Wohn- und Integrationsprojekt gegründet.
Unterstützt von einem Netzwerk überwiegend ehrenamtlicher Helfer organisierte Bock nun private Wohngemeinschaften und Familienwohnungen, die sie mit Hilfe von Spenden und aus eigener Tasche finanzierte und betreute. In ihrem Wohnprojekt stellte sie bald rund 100 Wohnungen für über 300 Menschen aus mehr als 20 Ländern bereit, die, ohne Unterstützung von staatlicher Seite, ansonsten obdachlos wären. Weitere rund 1000 obdachlose Asylwerber haben im Rahmen eines Post- und Meldeservices ihre Zustelladresse, eine Voraussetzung etwa für den Schriftverkehr mit Behördenstellen, beim Verein Ute Bock. Daneben hilft der Verein, auch in Kooperation mit NGOs, juristische Beratungen für die Flüchtlinge zu organisieren, betreibt eine kostenlose Kleidungsausgabe und vermittelt im Rahmen eines Bildungsprogrammes verschiedene Kurse (Deutsch, Alphabetisierung, Informationskompetenz u. a.).
2008 stand Bocks Verein finanziell vor dem Aus, wurde dann aber von dem Unternehmer Hans Peter Haselsteiner substantiell unterstützt. Haselsteiner kaufte über seine Privatstiftung Concordia auch 2011 das Gebäude des ehemaligen Gesellenheimes in der Zohmanngasse im 10. Wiener Gemeindebezirk von der Stadt Wien und finanzierte Renovierung und Umbau, um es Bocks Verein als Wohnheim („Ute Bock Haus“) zur Verfügung zu stellen. Im Mai 2012 bezog der Verein das Haus mit Wohnraum für rund 70 Flüchtlinge und Platz für Beratungseinrichtungen, wo auch Ute Bock selbst in einer kleinen Wohnung lebte. Die Einrichtung des Heims führte zu Konflikten mit Anrainern, die die hauptsächlich aus Tschetschenien, Nigeria und Somalia stammenden Bewohner für Unruhe und Kriminalität in der Umgebung verantwortlich machten.

## Filme

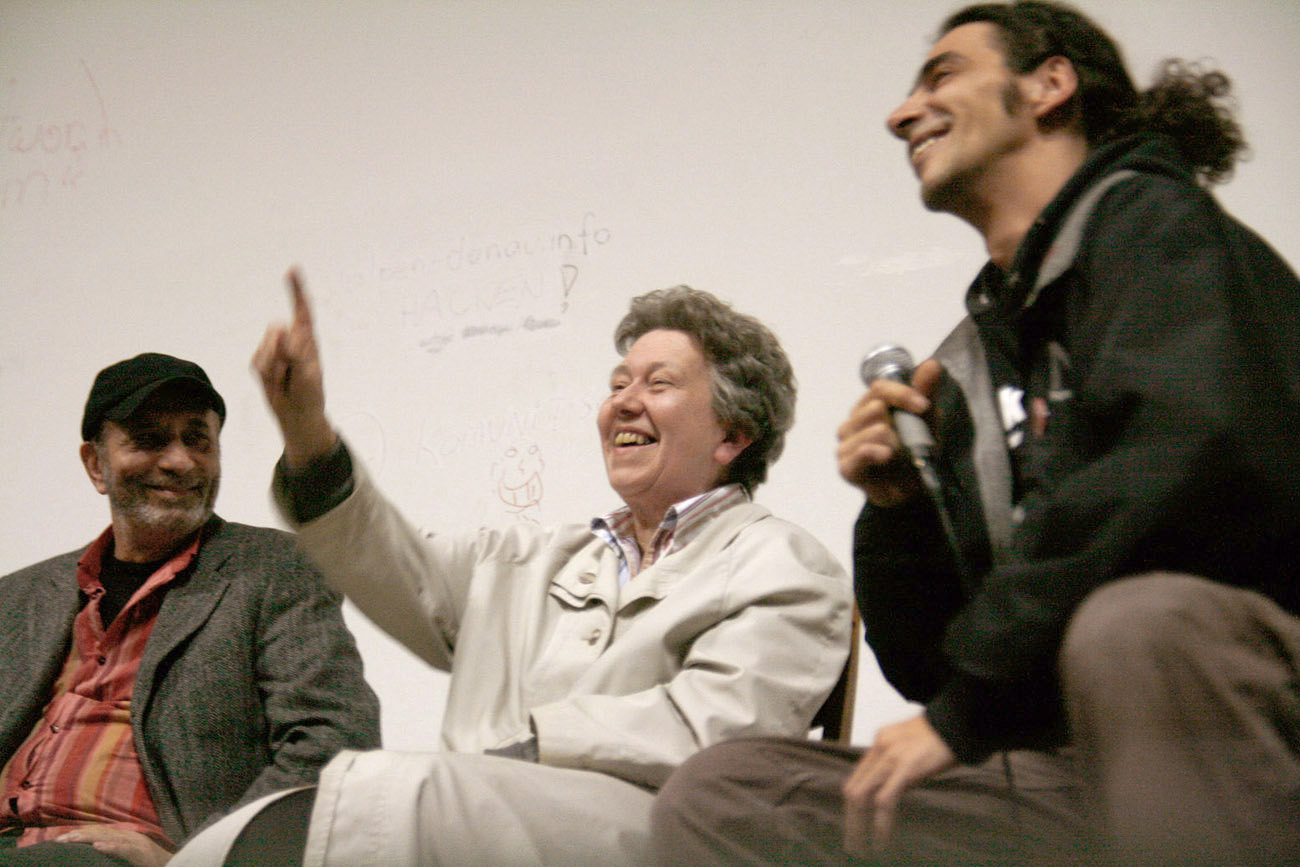
Bock mit Houchang Allahyari und dessen Sohn Tom-Dariush bei der Vorpremiere des Films Bock for President (2009)

Der österreichische Filmemacher Houchang Allahyari hat zusammen mit seinem Sohn Tom-Dariusch Allahyari Ute Bock in den Jahren 2008 und 2009 mit der Kamera bei ihrer täglichen Arbeit begleitet. Der Dokumentarfilm Bock for President wurde in einer Kooperation von Stadtkino und Viennale während der Studierendenproteste im Winter 2009 im besetzten Audimax der Universität Wien als Vorpremiere erstmals am 31. Oktober gezeigt. Die offizielle Premiere fand am 1. November im Rahmen der Viennale im Künstlerhaus-Kino statt, Kinostart in Österreich war am 15. Jänner 2010.
2010 widmete sich Houchang Allahyari erneut mit einem Filmprojekt dem Leben Ute Bocks. In dem Spielfilm Die verrückte Welt der Ute Bock wirken unter anderem Josef Hader, Karl Markovics, Viktor Gernot, Andreas Vitasek, Julia Stemberger, Dolores Schmidinger, Peter Kern und Alexander Pschill mit. Gezeigt werden die Arbeit Bocks, die auch als sie selbst zu sehen ist, und die Geschichten von Menschen, mit denen sie dabei zusammentrifft – von den Flüchtlingen, die sich selbst spielen, bis zu den Polizisten. Der Start in den österreichischen Kinos hat im November 2010 stattgefunden.

## Auszeichnungen

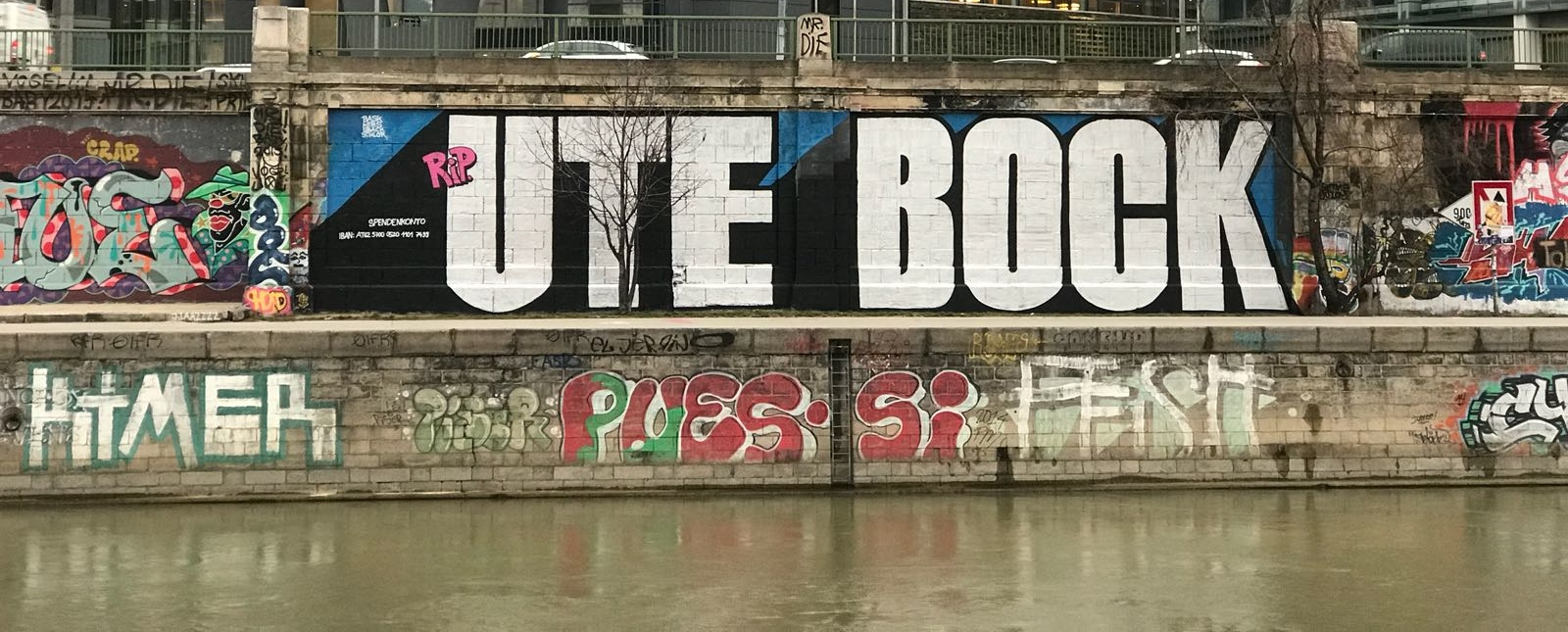
Graffiti für Ute Bock am Wiener Donaukanal

Für ihr soziales Engagement wurde Bock vielfach ausgezeichnet:
- 1999: Ute-Bock-Preis für Zivilcourage[10]
- 2000: UNHCR-Flüchtlingspreis
- 2002: Bruno Kreisky Preis für Verdienste um die Menschenrechte
- 2002: Dr. Karl-Renner-Preis
- 2003: Greinecker Seniorenpreis des ORF
- 2003: Marietta und Friedrich Torberg-Medaille
- 2004: Spin the Globe-Award
- 2004: Preis des Österreichischen Roten Kreuzes
- 2004: Interkulturpreis Oberösterreich
- 2004: Nominierung zur Österreicherin des Jahres in der Kategorie Humanität. Das Preisgeld wurde unter dem Preisträger Georg Sporschill und vier weiteren Nominierten aufgeteilt.
- 2005: Eine von fünf Österreicherinnen, die beim Projekt 1000 Frauen für den Friedensnobelpreis 2005 ausgewählt wurden
- 2007: Weltmenschpreis[11]
- 2010: Nominierung zur Österreicherin des Jahres in der Kategorie Humanitäres Engagement[12]
- 2011: „Mitten im Leben“-Preis[13]
- 2012: Goldenes Verdienstzeichen der Republik Österreich[14]

## Ehrungen posthum

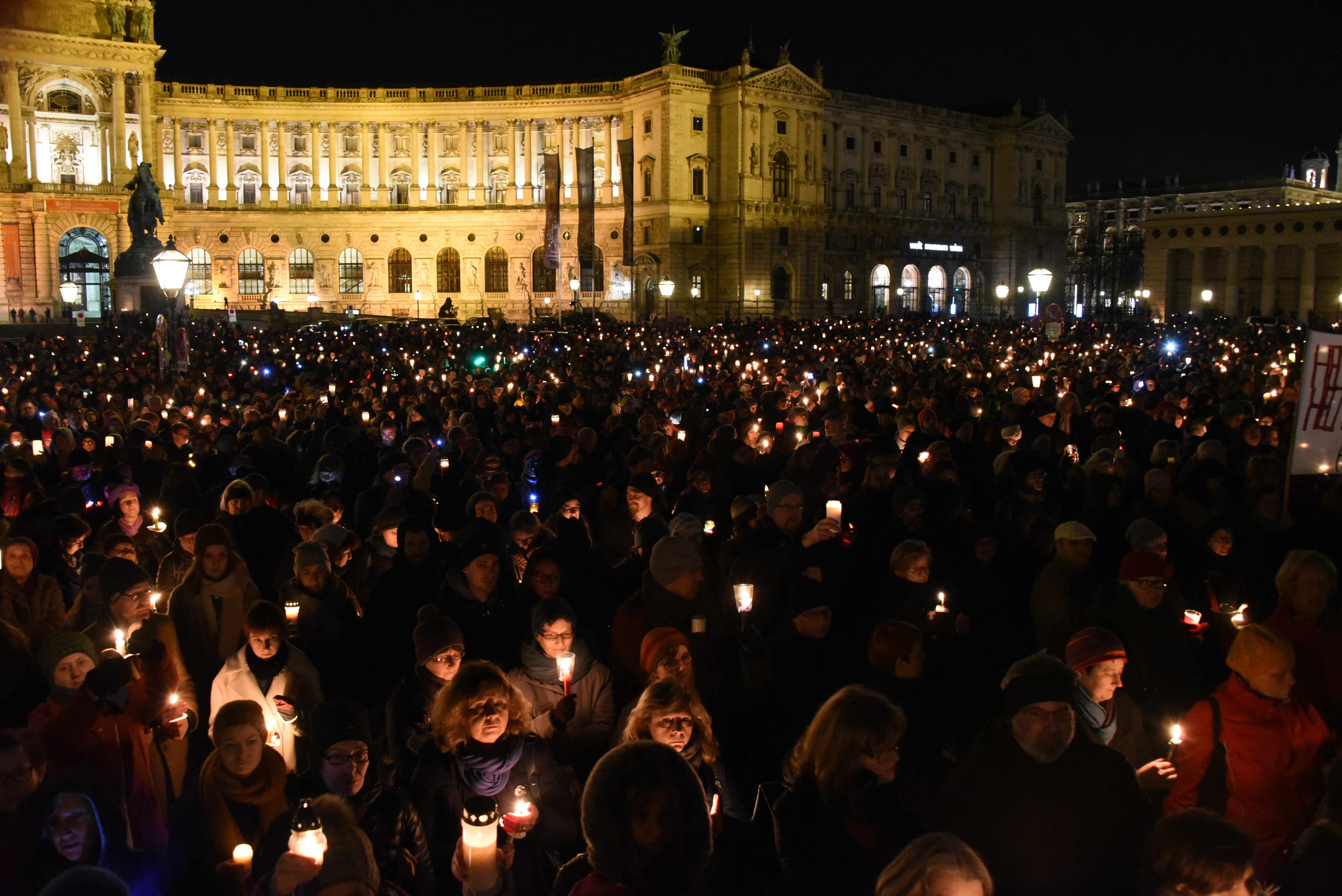
Lichtermeer in Gedenken an Ute Bock

- Die Stadt Wien hat angeboten, Ute Bock in einem Ehrengrab beizusetzen. Ihre Familie hat das jedoch „aus Gründen der Privatheit“ abgelehnt.
- Der Fotograf und ehrenamtliche Flüchtlingshelfer Julian Pöschl und der Grafiker Severin Heckenast haben am 20. Jänner 2018 eine Online-Petition gestartet, den Dr.-Karl-Lueger-Platz in Wien in Ute-Bock-Platz umzubenennen, was der Kulturstadtrat in Bezug auf die Zeit und den Ort ablehnte.[15][16] Bis 2. Februar wurde bereits über 32.500-mal unterzeichnet.[17]
- Am 2. Februar 2018 fanden auf dem Heldenplatz in Wien sowie in Bregenz, Innsbruck und Klagenfurt Gedenkveranstaltungen für Bock statt. Am „Lichtermeer für Ute Bock“ in Wien nahmen zwischen 6000 (Polizeischätzung) und 10.000 (Veranstalterschätzung) Menschen teil. Durch den Abend führte Hans Peter Haselsteiner, es sprachen Christl Weinberger (Vorstand des Flüchtlingsprojekts Ute Bock), Ariane Baron (Mitarbeiterin im Ute-Bock-Haus) und Bewohner des Hauses sowie der frühere Bundespräsident Heinz Fischer und der amtierende Alexander Van der Bellen, Erich Fenninger, Heinrich Staudinger, Ferdinand Maier, Irene Brickner und Houchang Allahyari. Den musikalischen Rahmen bildeten unter anderem Michael Fischer als Chorleiter zur Einleitung, der Brunnenchor, DrumBock (eine Perkussion-Gruppe von professionellen Musikern, die im Ute-Bock-Haus wohnen) und Rainhard Fendrich.[17][18]
- Das Ute-Bock-Haus wird seinen Namen behalten, auch wenn es vielleicht später einmal eine neue Leitfigur geben wird.[17]
- Am Dr.-Karl-Lueger-Platz, der laut Kulturstadtrat „grundsätzlich“ nicht umbenannt werden soll,[19] sollte vom 27. April bis zum 20. Mai 2019 ein temporäres Denkmal für Ute Bock errichtet werden. Ines Hochgerner und Peter Fritzenwallner haben konzipiert, der Darstellung von Lueger ein Gruppenbild von Ute Bock mit zwei Flüchtlingen wie für einen Dialog gegenüberzustellen.[20]
- In Favoriten, dem 10. Wiener Gemeindebezirk, wurde im Dezember 2020 beschlossen, eine neu entstehende Verkehrsfläche zwischen Windtenstraße und Gussriegelstraße, unweit des Ute-Bock-Hauses an der Zohmanngasse, Ute-Bock-Weg zu nennen.

## Publikationen
- Mit Cornelia Krebs (Hrsg.): Ute Bock. Die Geschichte einer Flüchtlingshelferin. Molden Verlag, Wien 2010, ISBN 978-3-85485-268-1.